# 亚历山大泳龙属
亚历山大泳龙（属名：Alexandronectes）是薄板龙科蛇颈龙的一个属，栖息于晚白垩世新西兰的海洋中。该属仅含一个物种：西兰亚历山大泳龙（A. zealandiensis）。亚历山大泳龙化石发现于坎特伯雷的康威组，该地层的年龄可追溯至白垩纪马斯特里赫特阶早期。其化石于1872年左右在新西兰克赖斯特彻奇北部怀帕拉河附近发现。
根据翼骨结构及A形鳞弓，亚历山大泳龙属于薄板龙科中的极泳龙亚科。但其在更小的颅骨、不同的枕旁突及下颌关节窝等方面与其它极泳龙亚科存在差异。2021年一项研究使用CT扫描创建了正模标本的数字重建，并检测到内耳中的镫骨，标志着首次在极泳龙亚科中发现这种骨头。该研究还在小脑绒球叶中发现一处凹陷，可能起稳定动物头部及视网膜图像的作用。这是该特征首次出现在薄板龙科身上。
在新西兰发现了未知动物化石，地点位于克赖斯特彻奇北部（坐标疑似为南纬43°03’24’’、东经172°34’52’’）的怀帕拉河中游一处盆地中。化石保存于康威组的岩石中，该层段由柔软、风化但大量的深灰色泥岩及砂岩组成，具有密集的生物扰动痕迹以及白垩纪末马斯特里赫特阶的大型球形钙质结核。这些岩层可能是在氧气含量很低的环境下从无强烈水流或波浪搅动的水中沉积下来的。此前已从该地层的岩石中发现真骨类、鲨鱼牙齿、腕足类、植物遗骸及甲藻化石，后者被用于确定另一种化石的年代。上述标本被埋在含甲藻A. acutulum的一层中。
化石由亚历山大·麦凯（Alexander McKay）所发现。确切发现时间未知，但从坎特伯雷博物馆的编号来看应在1888年以前。标本编号为M Zfr 73及CM Zfr 91，由两个颅骨材料组成。Zfr 73包括带有隅骨及鳞状骨的部分下颌骨，上面还保存了枕旁突。Zfr 91由部分颅骨（正如赫勒与曼纳林后束指出的，其尺寸很大），包括右翼骨碎片、基蝶骨、基枕骨、压碎的右鳞状骨及隅骨。最初认为这些标本来自不同个体。

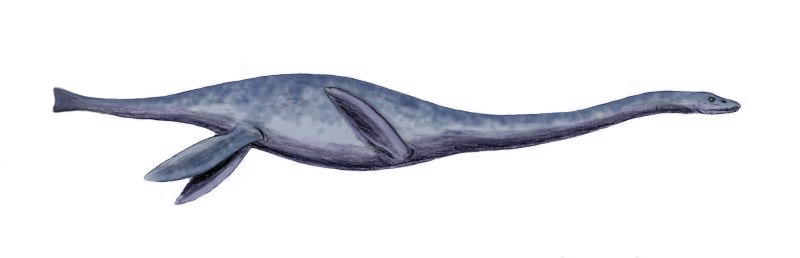
赫勒与曼纳林将标本与同域的毛伊龙进行了比较

2004年赫勒与曼纳林在坎特伯雷博物馆出版期刊上发表一篇论文后，情况发生了变化。研究得出结论称两个颅骨碎片来自同一个体，且属于某种大型蛇颈龙类。事实上正如奥特罗等人所发现的那样，有争议的碎片包括颅骨完整部分，两者尺寸一致、无重叠材料、矿化水平相同。更重要的是，骨头被挤压、侵蚀和崩解破坏的方式是一样的。赫勒与曼纳林将该标本与同域的毛伊龙进行了比较，然而在论文系统章节中，两人只是简单地将其描述为身份不明的薄板龙科。
提及该标本的论文将该其置身于新西兰晚白垩世蛇颈龙类的丰富动物群中，其中七个物种早些时候已被描述过，此外还有一部分成为了疑名。目前视为有效的物种中，可提及的是猎蛸龙，其于2002年由科瑞克尚克描述并归入浅隐龙科，后来又归入极泳龙科（已降级为极泳龙亚科）下以及属于薄板龙科但不属于极泳龙亚科的远古龙，最后是赫克托在19世纪描述的毛伊龙。此外，新西兰还发现了身份不明的双臼椎龙科及上龙亚目化石。
然而，早期未观察到的特征组合使所讨论标本与先前已知所有蛇颈龙类均不同。颅骨较极泳龙和猎蛸龙略短且略窄，比前者高但低于后者。颞下颌关节的关节面呈圆形且较厚，在某种程度上与在猎蛸龙身上观察到的类似。鳞状骨背突指向后外侧并形成A形凹陷。据奥特罗等人称，这是另一项与猎蛸龙相似的特征，然而他们发现了粗壮背支上的差异。另一方面，枕旁突在尺寸上更短更粗，与其它极泳龙亚科均不同。其远端向背内侧变宽并轴向变平，背侧表面向腹侧凹陷或凸起，与西南泳龙相似。

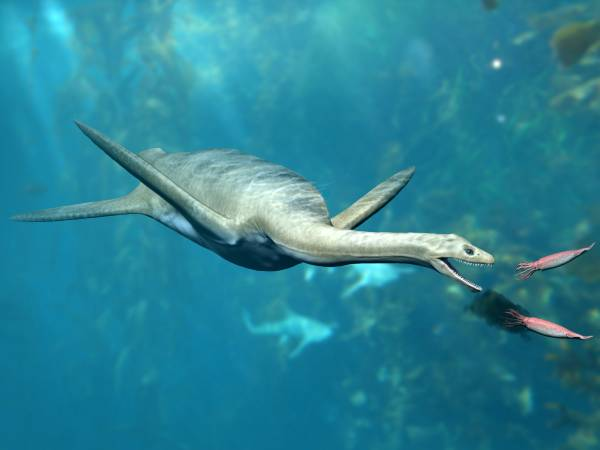
同样发现于新西兰的猎蛸龙是亚历山大泳龙的近亲

2016年，罗德里格·奥特罗（Rodrigo A. Otero）、何塞·奥戈曼（José P. O'Gorman）、诺顿·赫尔（Norton Hiller）、罗宾·奥基夫（F. Robin O'Keefe）与埃文·弗迪斯（R. Ewan Fordyce）在《古脊椎动物学杂志》（Journal of Vertebrate Paleontology）上发表一篇题为《西兰亚历山大泳龙（新属、新种），一种来自下马斯特里赫特新西兰的新极泳龙亚科蛇颈龙》（Alexandronectes zealandiensis gen. et sp. nov., a new aristonectine plesiosaur from the lower Maastrichtian of New Zealand）的论文，并在其中作出蛇颈龙新属新种的正式描述。属名致敬发现该属骨骼的亚历山大·麦凯。属下仅有一个物种被发表，命名为西兰亚历山大泳龙（Alexandronectes zealandiensis）。种加词取自晚白垩世期间从超大陆冈瓦纳分离出的陆块即现称作西兰大陆的微大陆，其包含如今的新西兰等地区。
研究人员将该属归入薄板龙科极泳龙亚科。他们对24个蛇颈龙属及91项特征进行系统发育分析并生成一个严格一致树，据此得出亚历山大泳龙的近亲是猎蛸龙。